# ماریو هوهن
ماریو هوهن (انگلیسی: Mario Hohn؛ زادهٔ ۲۸ مارس ۱۹۸۹) بازیکن فوتبال اهل آلمان است.
از باشگاه‌هایی که در آن بازی کرده‌است می‌توان به باشگاه فوتبال اشتوتگارت و باشگاه فوتبال وی‌اف‌آر آلن اشاره کرد.